# Ana María Guzmán
Ana María Guzmán Zapata (Mistrató, Colombia; 11 de junio de 2005) es una futbolista colombiana. Juega de defensa y su equipo actual es Palmeiras del Brasileirão Femenino. Es internacional absoluta por la selección de Colombia desde 2023.

## Trayectoria
Guzmán se formó como jugadora en el Club Sueños Dorados de Mistrató y desde los 11 años en el Club Atlético Dosquebradas. Ya como senior, en 2022 se incorporó al Deportivo Pereira. En septiembre de 2023 fue contratada por el Bayern Múnich de la Bundesliga femenina. Durante un partido amistoso disputado el 29 de octubre con la selección colombiana ante Estados Unidos, Guzmán sufrió una lesión en el cartílago de la rodilla derecha. El 20 de noviembre fue operada de la lesión con éxito en Alemania, lo que la obligó a estar inactiva por varios meses. Tras recuperarse de la lesión, sumó sus primeros minutos de juego ingresando como suplente con el Bayern Múnich II en un partido de la segunda división el 29 de septiembre de 2024. Tras jugar varios partidos en la reserva, Guzmán tuvo su debut con el primer equipo el 17 de noviembre de 2024 en el encuentro frente al Carl Zeiss Jena.
En enero de 2025, Utah Royals anunció la contratación de Guzmán por un año en condición de cedida del Bayern Múnich. El 10 de julio del mismo año, Royals comunicó la interrupción de la cesión de Guzmán tras ser convocada para regresar al equipo alemán. El 22 de julio, Palmeiras anunció su contratación por un año, nuevamente cedida por el equipo bávaro.

## Selección nacional
A nivel juvenil, formó parte del plantel que logró el segundo lugar en la Copa Mundial Sub-17 de 2022.
Fue citada por primera vez a la selección mayor en septiembre de 2021. Hizo parte de las 23 convocadas que representaron a la selección en la Copa Mundial de 2023. En julio de 2025, Guzmán fue convocada para disputar la Copa América 2025.

### Participaciones en copas del mundo
| Copa                 | Sede                    | Resultado        |
| -------------------- | ----------------------- | ---------------- |
| Copa Mundial de 2023 | Australia Nueva Zelanda | Cuartos de final |

## Clubes
| Club                  | País           | Año       |
| --------------------- | -------------- | --------- |
| Atlético Dosquebradas | Colombia       | 2021      |
| Deportivo Pereira     | Colombia       | 2022-2023 |
| Bayern de Múnich      | Alemania       | 2023-act. |
| Utah Royals (cesión)  | Estados Unidos | 2025      |
| Palmeiras (cesión)    | Brasil         | 2025-act. |